# 데이비드 워더스푼
데이비드 월리스 워더스푼(영어: David Wallace Wotherspoon, 1990년 1월 16일 ~ )은 스코틀랜드에서 태어난 캐나다의 축구 선수로 현재 스코티시 챔피언십의 던디 유나이티드에서 미드필더로 활동하고 있다.